# Отрадинське
Отрадинське (рос. Отрадинское) — село у Мценському районі Орловської області Російської Федерації.
Населення становить 2799 осіб. Входить до муніципального утворення Отрадинське сільське поселення.

## Історія
Населений пункт розташований у межах Чорнозем'я та історичного Дикого Поля. Від 30 липня 1928 року у складі Орловського округу Центрально-Чорноземної області, 13 червня 1934 року після ліквідації Центрально-Чорноземної області населений пункт увійшов до складу новоствореної Курської області.
З 1937 року в складі новоутвореної Орловської області.
Від 2013 року входить до муніципального утворення Отрадинське сільське поселення.

## Населення
| 1979 | 1989  | 2002  | 2010  |
| ---- | ----- | ----- | ----- |
| 3207 | ↘3132 | ↘3063 | ↘2799 |